# Уленбек, Карен
Карен Кескалла Уленбек (англ. Karen Keskulla Uhlenbeck, род. 24 августа 1942, Кливленд) — американский математик, почётный профессор Техасского университета в Остине. Лауреат Абелевской премии за 2019 год, первая женщина, получившая эту премию. Член Национальной академии наук США (1986), иностранный член Лондонского королевского общества (2023). Удостоена Национальной научной медали США (2000), а также премии Стила за плодотворный вклад в исследования (2007). Нётеровский чтец (1988).

## Биография

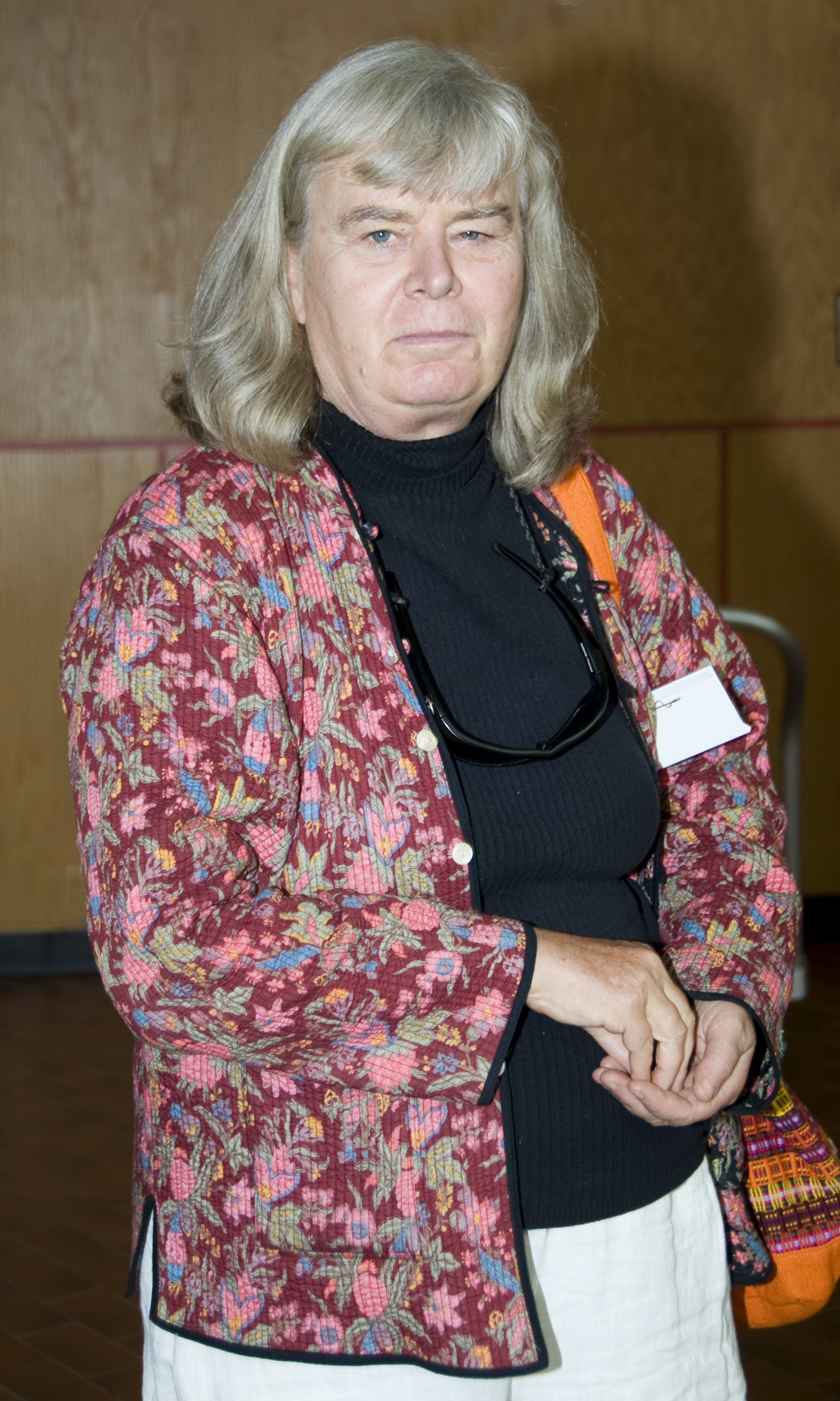
2008 год

Родилась в семье инженера Арнольда Кескаллы и школьной учительницы и художницы Каролин Уинделер Кескаллы, была первым ребёнком в семье. В юности активно участвовала в спортивных состязаниях, что было нетипично для её времени, однако нонконформизм и независимость были, по её собственным воспоминаниям, вообще присущи женщинам в их семье. В 1960 году Карен поступила в Мичиганский университет, планируя учиться на физика. В процессе учёбы, однако, выяснилось, что ей больше нравится математика, а с лабораторной работой она справляется плохо, и девушка поменяла физическую специализацию на математическую. Степень бакалавра получила в 1964 году.
В 1965 году вышла замуж за биофизика Олке Уленбека — сына известного физика Джорджа Уленбека. Изначально не планировала продолжать учёбу, но, получив стипендии от Национального научного фонда и Фонда Вудро Вильсона, поступила на вторую степень в Курантовский институт в Нью-Йорке. После замужества перевелась в Брандейский университет, чтобы быть ближе к мужу, учившемуся в Гарварде. Докторскую диссертацию защитила в Брандейсе в 1968 году по теме «Вариационное исчисление и глобальный анализ».
В первый год после окончания доктората Уленбек преподавала по контракту в Массачусетском технологическом институте, затем получив двухгодичный контракт в Калифорнийском университете в Беркли. После этого ей была предложена постоянная ставка в Иллинойсском университете в Урбане-Шампейне; Олке, понимая, что ничего лучше его жене в более престижных вузах не предложат, согласился последовать за ней. Однако, несмотря на это, статус женщин-учёных в то время был таким неопределённым, что Карен во многом по-прежнему воспринималась как жена профессора, а не профессор в силу собственных заслуг. Через несколько лет их брак с Олке распался, после чего Карен сменила место работы, перебравшись в Иллинойсский университет в Чикаго.
В Чикаго Уленбек сотрудничала с другой женщиной-математиком — Верой Плесс. Переезд в Чикаго ознаменовал перелом в её научной карьере. В Иллинойсском университете в Чикаго она проработала с 1977 по 1983 год, а затем до 1988 года была профессором математики в Чикагском университете, за это время также успев побывать приглашённым преподавателем в Беркли, принстонском Институте перспективных исследований и Гарварде. В Принстоне Уленбек работала в области дифференциальной геометрии, сотрудничая с Ричардом Шоном. В 1982 году она получила стипендию Мак-Артура, известную как «премия для гениев», в 1985 году избрана в Американскую академию искусств и наук, а в 1986 году в возрасте 44 лет, — в Национальную академию наук США (журнал Мичиганского университета пишет, что она стала первой женщиной-математиком в Национальной академии наук США, более чем на десять лет опередив следующие избрания, однако книга «Женщины-учёные в Америке» указывает, что уже в 1976 году членом Национальной академии наук США по этой специальности стала Джулия Робинсон). В резолюции о принятии Уленбек в академию отмечались её заслуги в применении передовых аналитических методов в вариационном исчислении и нелинейных дифференциальных уравнениях в частных производных к исследованиям математической структуры калибровочной инвариантности в современной физике. Её работы послужили отправной точкой для Клиффорда Таубеса и Саймона Дональдсона — последний за их развитие был в 1986 году удостоен Филдсовской премии.
С 1987 года преподавала в Техасском университете в Остине, где возглавляла кафедру математики и наладила тесное сотрудничество с нобелевским лауреатом по физике Стивеном Вайнбергом, почётный профессор математики. В 1990 году она стала второй женщиной в истории, которой была доверена пленарная лекция на Международном конгрессе математиков (после Эмми Нётер, получившей это право в 1932 году).
В 1991 году Уленбек вместе с математиками Гербертом Клеменсом и Даном Фридом стала соосновательницей Park City Mathematics Institute (PCMI). В 2000 году она была удостоена Национальной научной медали США, а в 2007 году — Премии Стила за основополагающий вклад в исследования от Американского математического общества — этой наградой были отмечены два её труда по аналитическим аспектам калибровочной инвариантности, изданные в 1982 году. С 2008 года Уленбек — почётный член Лондонского математического общества. В 2019 году Карен Уленбек стала первой женщиной, удостоенной Абелевской премии.